# Sixaxis
Sixaxis（商标SIXAXIS）是索尼電腦娛樂为PlayStation 3电子游戏机设计制作的无线游戏控制器。于2006年与PlayStation 3一起推出，直到2008年仍是PlayStation 3游戏机的官方控制器。Sixaxis控制器后来被DualShock 3控制器继承，DualShock 3控制器是Sixaxis控制器的更新版本，与DualShock 1和DualShock 2控制器一样，DualShock 3控制器拥有触觉反馈技术。将Sixaxis控制器在PlayStation 3游戏机上注册后，还通过蓝牙的方式操控PlayStation Portable Go便携式游戏机。
PlayStation 3在发售前本打算与DualShock 3搭配销售，然而，索尼当时的DualShock控制器受到起诉，Immersion公司认为DualShock控制器中的触觉反馈技术的控制器专利无效。这场法律纠纷导致索尼只能取消PlayStation 3控制器中的震动机能，并将该种类的控制器重命名为Sixaxis控制器。
“Sixaxis”（Six axis，六轴）一词也用来指控制器中的动作感应技术。但Sixaxis控制器上的“六轴”指的是其拥有在六自由度的所有轴上感觉运动的能力。这个名字的用词并不恰当，因为其实真实生活中只有三个轴：X、Y和Z轴，但只用这3个轴就能实现六自由度（即可以围绕每一个轴旋转和沿着每一个轴平移的自由度）。Sixaxis（“六轴”）是一个回文。

## 历史

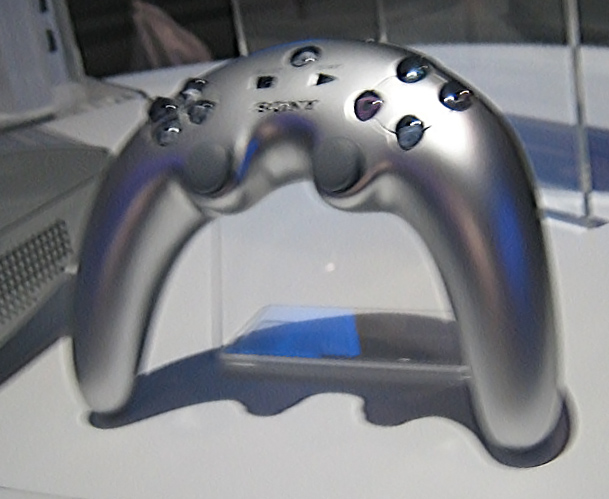
最原始的“回旋镖”控制器，但因市场反馈较差被废弃

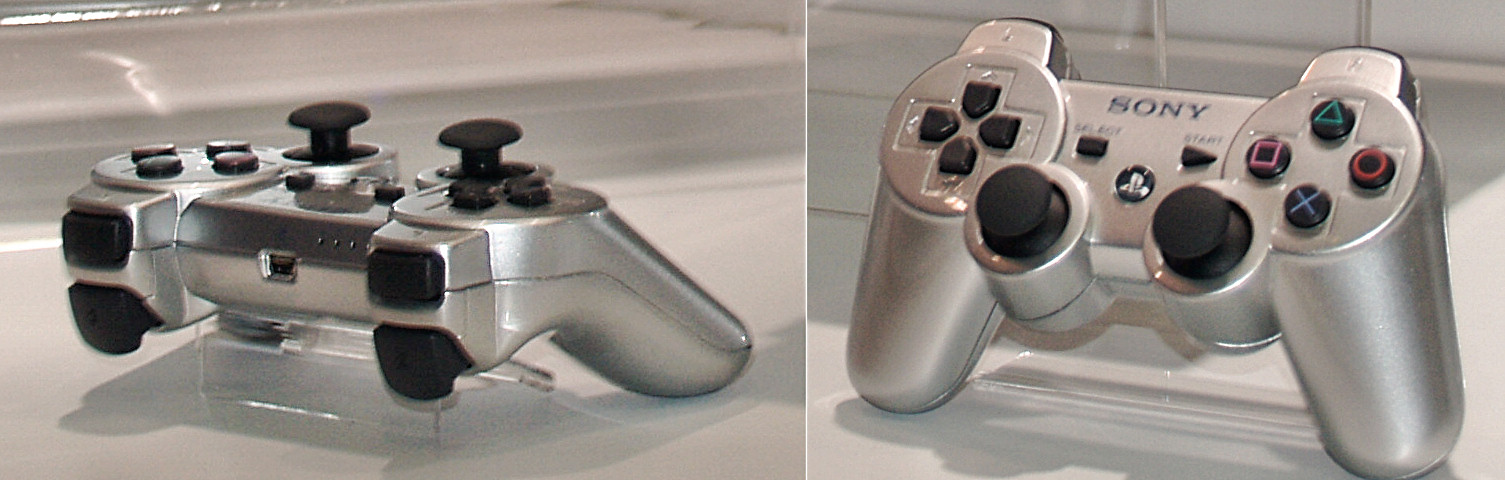
E3 2006上展示的银色控制器，在控制器顶部没有标明Sixaxis品牌

在2005年E3上，索尼展示了他们为PlayStation 3设计的“回旋镖”控制器。由于其外观受到了很多的批评，这个设计被废弃了。索尼后来表示：“不管大家怎么说，它只是作为一个概念而设计的，并不是最终方案”。
在2006年E3上，索尼宣布原来的“回旋镖”的控制器设计已被新的Sixaxis控制器取代：一种拥有无线、运动检测机能的控制器。Sixaxis控制器在总体设计上与早期的PlayStation DualShock系列控制器相似。Sixaxis控制器从PlayStation 3开售开始就与机器捆绑销售。从PlayStation 3新的80 GB型号（CECHKxx，CECHLxx和CECHMxx型号）发售开始，所有游戏机套装中搭配的控制器都从Sixaxis改为了DualShock 3控制器，DualShock 3相比Sixaxis控制器增加了震动机能，同时保留了Sixaxis控制器的所有设计、特性和功能。Sixaxis控制器后来被逐步淘汰，完全被DualShock 3控制器替代，不再在任何地区生产。在欧洲，搭配Sixaxis控制器销售的PlayStation 3时间最长，2008年夏天在欧洲发布的PlayStation 3《潛龍諜影4 愛國者之槍》游戏捆绑包中搭配的是Sixaxis控制器。
2011年，索尼发布了全新的掌上游戏机PlayStation Vita，也支持“六轴”动作感应。

## 功能和设计

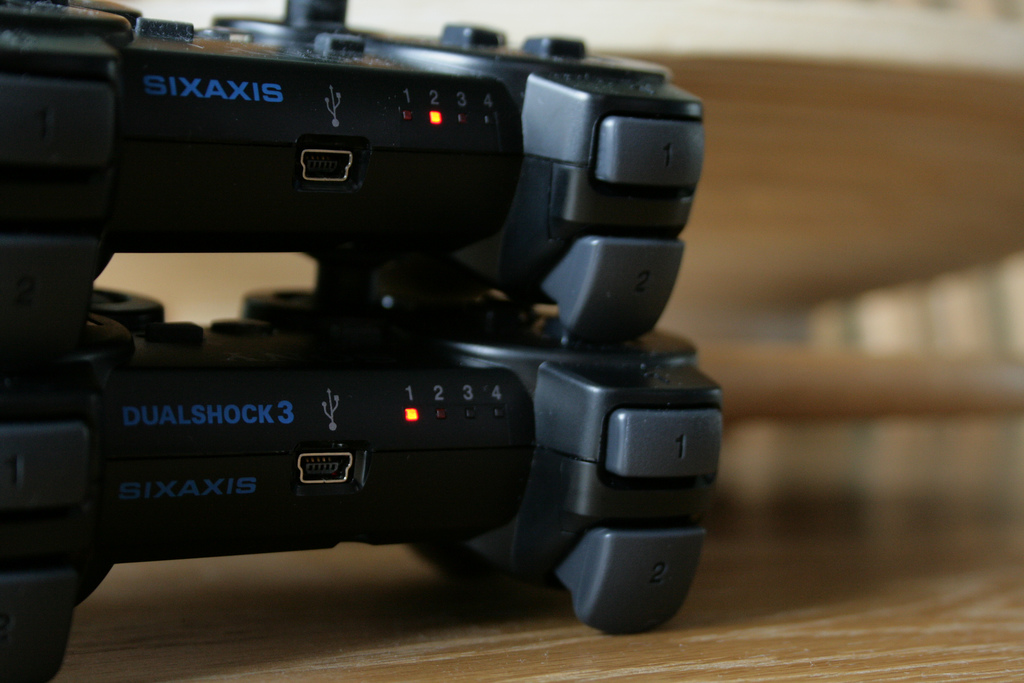
上：Sixaxis控制器
下：DualShock 3控制器

Sixaxis控制器的一个主要特点，也就是他的名字的来源，能够同时感知控制器自身的自转、平移和加速度，提供六自由度感应。然而这却成为了一个备受争议的问题，因为在Sixaxis控制器支持动作感应这一消息发布前不到8个月，任天堂发布的电子游戏机Wii的控制器Wii遙控器中也使用动作感应机能。由此引发了一种猜测，即Sixaxis控制器的动作感应机能的增加是索尼模仿任天堂做出的决定。而更加加剧这种猜测的是，当年E3上只有《战鹰》这一款游戏支持并使用了Sixaxis控制器的动作感应机能。《战鹰》游戏的开发商Incognito Entertainment也为这件事发表了评论，称其仅在E3发布会的前10天左右才收到带有动作感应机能的开发版控制器。索尼電腦娛樂聖塔莫尼卡工作室的开发人员布莱恩·厄普顿澄清说：Incognito Entertainment其实早就开始秘密研发了动作感应技术，只是“E3之前的最后几周”才向其他开发人员公布了动作感应技术。
Sixaxis控制器的类比摇杆的灵敏度比DualShock 2更精确，DualShock 2的类比摇杆只有8位精度，而Sixaxis控制器提高到了10位精度。Sixaxis控制器同时使用了模拟信号和数字信号，与之前的DualShock控制器不同。L2和R2按钮被重新设计成了扳机式，可以检测玩家按下的程度从而发出模拟信号。前代DualShock控制器中心的数字/模拟模式切换按钮被替换成了一个“水晶”样式的黑白色PlayStation标志，按下后可以进入PlayStation 3的主界面（XMB，需要升级至系统版本2.40以上）、或开启关闭PlayStation主机和控制器。类似于微软Xbox 360 controller控制器的“向导”按钮或Wii遙控器的“主页”按钮。

### 震动机能
索尼之前曾宣布，由于Sixaxis控制器内含运动传感器，而震动机能会导致运动传感器失灵，所以其震动机能被删除。因此，Sixaxis控制器相比DualShock 3控制器来说更轻。这是因为Immersion公司认为DualShock控制器的触觉反馈专利权无效。索尼对此持怀疑态度，索尼则认为Immersion公司侵犯了索尼的专利权。Immersion公司要求索尼停止这种主张，其首席执行官Victor Viegas在一次采访中说：“其实我不认为这是一个很难解决的问题，Immersion拥有许多专业的专家，我们可以帮助他们解决这个问题。”后来，Immersion公司在介绍他们的全新震动反馈技术TouchSense时，专门强调了其与运动传感器的兼容性。索尼并没有在意Immersion公司的观点。索尼電腦娛樂美国公司副总裁彼得·迪利在一次采访中说：“似乎Immersion公司正在通过媒体的方式向我们施加压力，但是我们内部已经讨论过了，震动机能确实会影响运动传感器的正常运作。”在大约8个月后的一份新闻稿中，索尼全球工作室总裁菲尔·哈里森表示，他不认为索尼的游戏控制器必须要拥有震动机能，并指出震动机能是“上一代游戏机的功能”，他认为动作感应是“下一代游戏机的功能”。虽然震动机能在一些游戏中确实很有效果，但是这应该是第三方控制器制造商该做的。索尼后来决定在正式的DualShock 3控制器中添加震动机能。

### 无线技术
与之前的PlayStation控制器不同，Sixaxis控制器拥有基于蓝牙技术的无线连接机能。但是，Sixaxis控制器没有蓝牙的“发现模式”，不能主动连接到其他蓝牙机器上。在使用Sixaxis控制器之前，需要使用USB连接线将其连接到机器上来进行“配对”。如果需要连接PlayStation Portable Go使用时，则需要使用PlayStation 3主机来设置Sixaxis控制器进行配对。
Sixaxis和DualShock 3控制器仅能连接拥有蓝牙机能的麥金塔计算机，无需其他的软件。虽然有这一限制，但是还是可以使用一些特殊的自制软件来将Sixaxis控制器和DualShock控制器连接到个人电脑或Android设备。

### 电源
Sixaxis无线控制器内置了一块3.7伏锂离子电池，电池完全充满后最长可以连续使用30小时。根据产品发布之前的说法，其电池无法更换。索尼的一位发言人表示，Sixaxis无线控制器的电池寿命可以使用超过几年，如果出现了电池寿命下降的问题，可以将控制器送到索尼官方的维修售后部门进行更换。但是产品发售后，实际产品的说明书上标明了如何拆卸控制器并更换其电池，控制器的电池完全是可以更换的。DualShock 3控制器也使用了和Sixaxis控制器相同的电池并同样可以更换。
Sixaxis控制器也可以使用其顶部的USB mini-B接口来进行供电，同时可以为内部的电池充电。连接了USB线后，Sixaxis控制器会自动切换到有线传输模式，所有的按键数据都会通过USB线而非蓝牙传输到机器。DualShock 3控制器同样拥有这个功能。

### 灯光

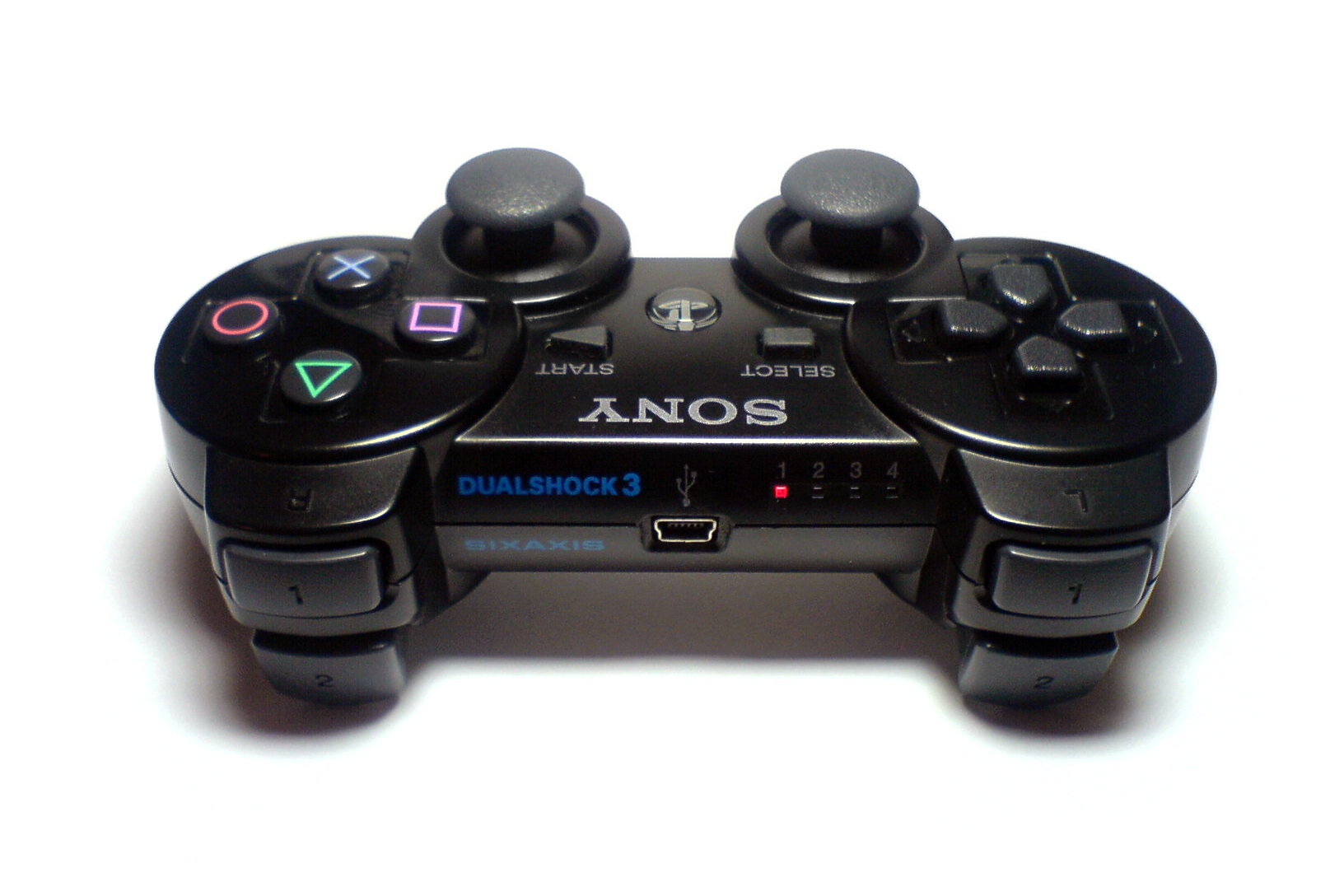
DualShock 3控制器，同时拥有DualShock和Sixaxis标志，发光二极管在控制器右侧

在控制器顶部有四颗發光二極管，用来区分多个连接到同一台PlayStation 3的控制器。该机制与Wii遙控器的指示灯和Xbox 360控制器的灯光圆环相似。PlayStation 3支持最多连接7个控制器，但控制器上最多只有4颗发光二极管。控制器5，6，7会同时亮起两颗发光二极管，两颗发光二极管所对应的数字的和就是控制器的编号（例如：控制器5会同时亮起1和4号灯，4+1=5，代表5号控制器）。索尼同时还申请了一项技术专利，该技术可以通过PlayStation Eye摄像头来跟踪这些发光二极管的运动，与PlayStation Move控制器一起使用，来进行体感游戏。但其实DualShock 3从未使用过这个技术功能。它的后代控制器DualShock 4改为了一个光条，用于识别玩家和光线追踪。